# Cardiff Castle

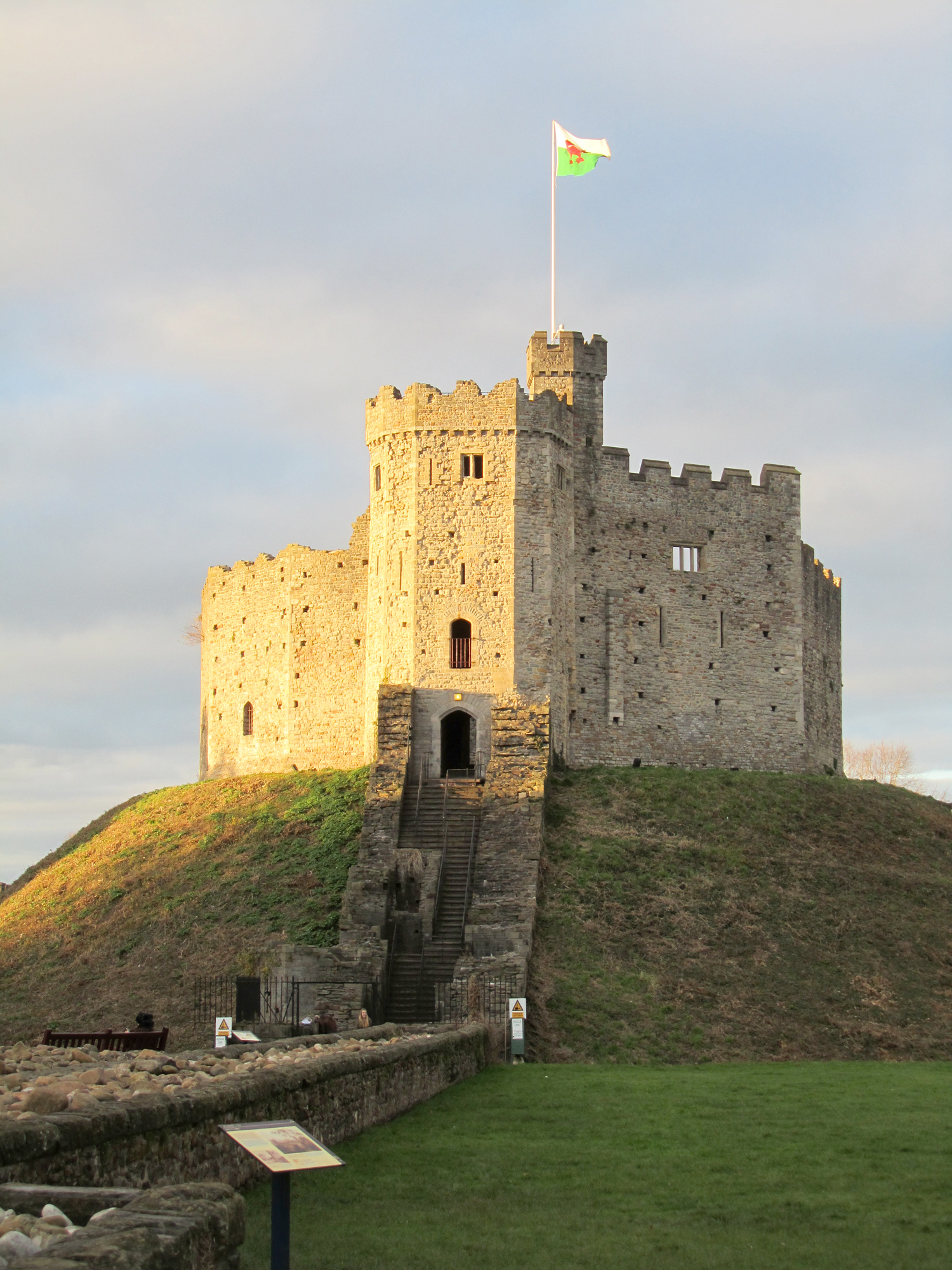
Het Normandische kasteel

Cardiff Castle (Welsh: Castell Caerdydd) is een middeleeuws kasteel en een herenhuis uit victoriaanse tijd in Cardiff, de hoofdstad van Wales.

## Romeins fort
Op de plaats waar nu Cardiff Castle staat, stonden achtereenvolgens drie Romeinse forten. Het belangrijkste was een laat-3e-eeuwse structuur, waarvan sommige muren nu nog zichtbaar zijn. Een van de poorten van dit Romeinse fort werd in de victoriaanse tijd gereconstrueerd.

## Middeleeuws kasteel
Cardiff Castle werd gebouwd voor Robert FitzHamon in 1091, op de restanten van het voorgaande Romeinse fort (en ook gebruikmakend van enkele van de muren die nog overeind stonden). Het grootste deel van dit Cardiff Castle werd opgetrokken uit hout, in de gebruikelijke motte-en-bailey-stijl. De schoonzoon van Robert Fitzhamon, Robert van Gloucester herbouwde het kasteel in steen, inclusief de twaalfzijdige slottoren die heden ten dage nog zichtbaar is. Robert III, hertog van Normandië werd hier door zijn jongere broer, koning Hendrik I, gevangengehouden van 1106 tot zijn dood in 1134. In de opstand van Wales van 1183 werd het kasteel aangevallen en zwaar beschadigd, maar later weer opgebouwd door Gilbert de Clare. Een tweede aanval eind 13e eeuw, gedurende de heerschappij van LLywelyn de Laatste, was dan ook onsuccesvol.
Het kasteel was eigendom van de familie Despenser in de 14e eeuw. In 1317 werd Llywelyn Bren hier gevangengezet en geëxecuteerd vanwege zijn opstand tegen de Engelsen. Vier jaar later werd het kasteel ingenomen door de vereende krachten van de Welshe edelen uit de grensstreek met Engeland, die probeerden koning Eduard II van de troon te stoten. Gedurende de heerschappij van Owain Glyndŵr werd het kasteel in 1404 door zijn medestanders ingenomen en de stad in brand gestoken. Later kwam het kasteel in bezit van de Graven van Warwick, die woongedeelten aan de westmuur aanbouwden, inclusief de Octagon Tower (achthoekige toren). Koning Hendrik VII schonk Cardiff Castle in 1488 aan zijn oom Jasper Tudor. In 1550 was het kasteel eigendom van de Herberts die verdere toevoegingen deden aan het gebouw. Gedurende de Engelse Burgeroorlog behielden zij het kasteel voor de koning, maar werden overmeesterd door de troepen van de aanhangers van het Long Parliament. In 1776 kwam het kasteel in handen van de Graaf van Bute. Ook deze familie veranderde veel aan het gebouw en aan de omliggende tuinen.

## Victoriaans herenhuis

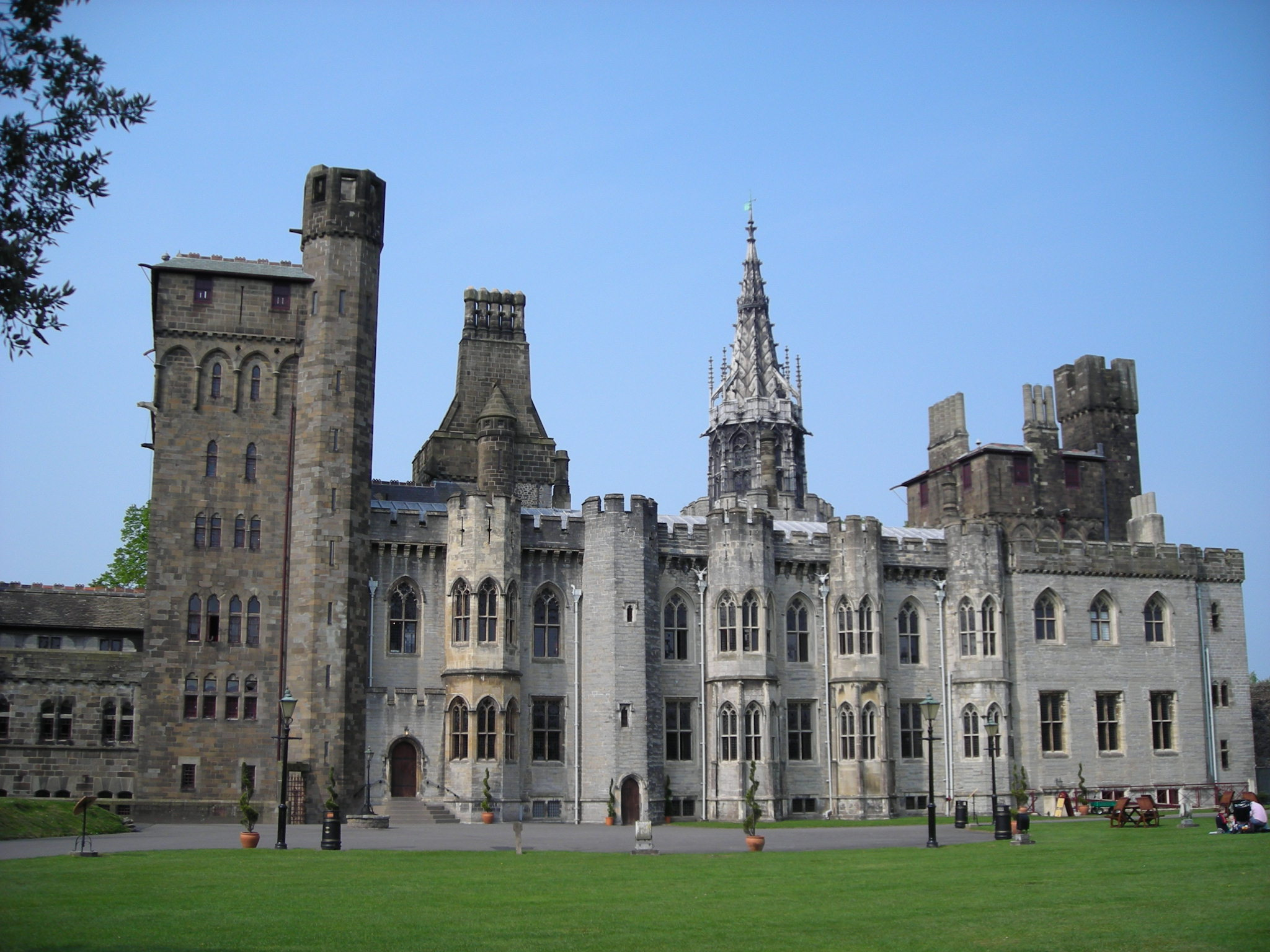
Het 19e-eeuwse gedeelte van Cardiff Castle

Begin 19e eeuw werd het kasteel vergroot en aangepast aan de Neogotische stijl voor John Crichton-Stuart, 2e markies van Bute, door architect Henry Holland. De grootste transformatie begon echter in 1868 toen de 3e markies aan architect William Burges opdracht gaf tot een grootse herbouw, dat het kasteel veranderde in een 19e-eeuwse fantasie van een middeleeuws paleis.

## Toegang en evenementen
Het kasteel werd in 1947 door de familie Bute geschonken aan de stad Cardiff. Het kasteel vormt nu een populaire toeristische attractie.
Te bezichtigen vallen onder andere:
- Het kasteel zelf: In het kasteel zijn diverse kamers, ontworpen door architect Burges, te bewonderen: de winter- en de zomerkamer, de Chaucer Kamer, de Arabische Kamer, de slaapkamer van Lord Bute en de Daktuin.
- De torens: De Barbican Tower (wachttoren), Black Tower (Zwarte toren), Bute Tower (Bute toren), Clock Tower (klokkentoren), Guest Tower (gasttoren) en Octagon Tower (achthoekige toren). Al deze torens stammen uit de 15e en 16e eeuw en zijn deels door Burges en deels door Holland aangepast.
- Het Bute Park: Het mooiste uitzicht op de torens is te zien vanaf Bute Park, het uitgebreide kasteelpark dat het kasteel nog steeds omgeeft.
- De militaire musea

In het kasteel hebben diverse evenementen plaatsgevonden. In 1948 versloeg het basketbalteam van Wales het Engelse team tijdens een wedstrijd op het landgoed rondom Cardiff Castle. Belangrijke concerten waren in 1998 de Stereophonics Live at Cardiff Castle, en Green Day trad op in 2000. De universiteit van Cardiff is elke zomer te gast op het kasteel voor haar Zomerbal.